# Melque de Cercos
Melque de Cercos er en by og kommune i det centrale Spanien i provinsen Segovia. Den har et indbyggertal på 65 (2024) indbyggere.